# Cavarzere
Cavarzere (pronuncia: /kaˈvarʣere/) é uma comuna italiana com cerca de 15.504 habitantes, da província de Veneza, que estende-se por uma área de 140 km², tendo uma densidade populacional de 111 hab/km². Faz fronteira com Adria (RO), Agna (PD), Anguillara Veneta (PD), Chioggia, Cona, Loreo (RO), Pettorazza Grimani (RO), San Martino di Venezze (RO).

## Geografia física

### Território

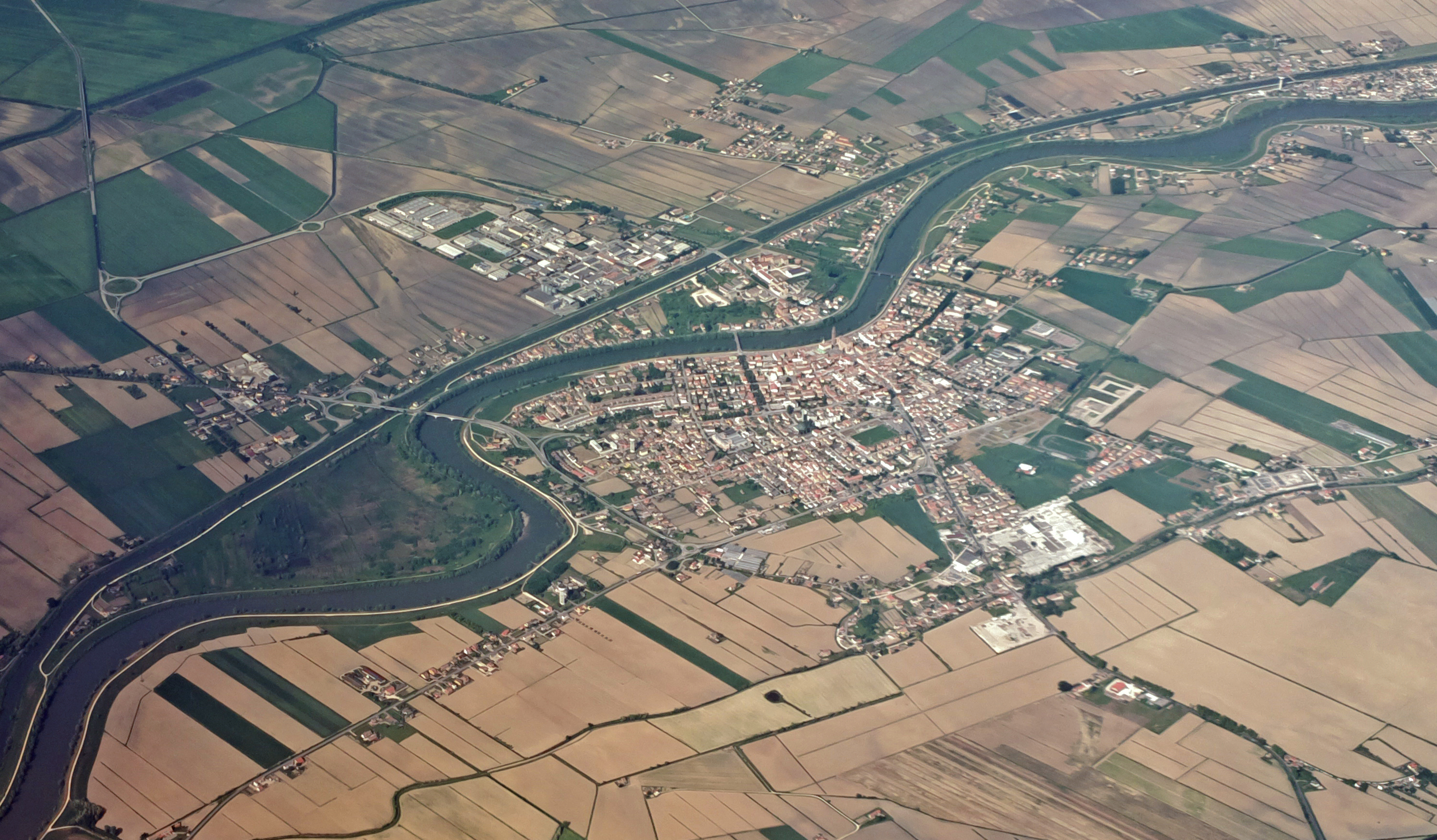
Cavazere

O território faz parte da Planície Veneto-Friulana e por isso a comune é totalmente plana. Todavia, o passado de zona pantanosa ainda carrega os seus traços: grandes porções do território do município estão abaixo do nível do mar. Para eliminar definitivamente os pântanos de Cavarzere foram construídos e corrigidos muitos níveis de canais e foi reforçada o aterro do Rio Ádige.

O centro construído é atravessado pelo rio Ádige, o qual mudou o curso várias vezes e em particular assumiu o presente curso em 589 com a inundação em Cucca. Em adição a isso, o limite administrativo municipal está sobre o Gorzone, o Botta, o Tartaro-Osellin.  O Adigetto e o Canal dei Cuori seguem dentro do município de Cavarzere respectivamente ao sul e ao norte.

### Subdivisões
- Boscochiaro : situado entre o rio Ádige e o canal Gorzone, a 4 km de Cavarzere. Também engloba a localidade de Sant'Antonio, Viola, Martinelle, Fossacoccola e Buoro. O nome do lugar é provavelmente derivado a presença de uma "madeira (bosco)" rara de choupos e salgueiros. Entre as notícias locais, em 21 de maio de 1950 aconteceu o colapso de uma passarela no canal que custou a vida de quinze crianças. Existe hoje um monumento homenageando as crianças.[6]
- Valcerere-Dolfina : é situado a direita do canal Gorzone a 10,5 km de Cavarzere e tem fronteira com o povoado de San Pietro localizado no lado direito do rio Ádige.

## História
Nasceu como um posto fortificado avançado de Adria e foi em seguida ocupado pelos Romanos. Pela Fossiones philistinae, o sistema de aterro do Ádige foi um pouco mais ao norte, então foi nomeado de Caput aggeris, ou Caputargilis, Caput Argelle, Capo d'Argile, Cao d'Arzere (em dialeto veneto) e finalmente Cavarzere.

Antigamente incluído na Lagoa de Veneza, foi um refúgio para a população da área por causa da invasão dos Hunos em 452 e dos Lombardos em 568. Desde que faz parte da Veneza Marítima, evoluiu para Ducato de Veneza.

No século XII era governado por um prefeito enviado da República de Veneza.

No século XVI o castelo foi demolido: em seu lugar agora é a catedral as margens do rio Ádige. O brasão da cidade ainda figura o antigo castelo

Durante a República Cisalpina o território municipal de Cavarzere foi desmembrado em três municípios: Cavarzere Destro, San Giuseppe e Rottanova. Em razão do Tratado de Campoformio, Cavarzere Destro foi para o domínio austríaco e Cavarzere Sinistro para o domínio napoleônico juntamente com San Giuseppe, rescindindo seus laços com Veneza.

Em 1923 teve que ser dividido entre a província de Rovigo e de Veneza, mas os protestos da população fizeram retroceder a divisão.

Foi quase completamente destruído ao solo por bombardeios durante a Segunda Guerra Mundial por não permitir passar os alemães e esse motivo é semelhante com Cassino. Sofreu danos por causa da Inundação de Polesine em 14 de novembro de 1951. Settimo Torinese, também afetada, foi um destino dos afetados pela enchente, que se transferiram permanentemente.

Em 1996 ganhou o reconhecimento de "cidade" com decreto do Presidente da República.

## Demografia
| Variação demográfica do município entre 1861 e 2011                               |
|                                                                                   |
| Fonte: Istituto Nazionale di Statistica (ISTAT) - Elaboração gráfica da Wikipedia |

## Galeria
- Palazzo Barbiani, sede do município
- Cavarzere vista pela ponte ao sul sobre o rio Ádige
- vista da entrada do município com a torre campanária do duomo e coluna com o leão de San Marco (a direita da foto), doada pela província